# Orthothecium irroratum
Orthothecium irroratum là một loài Rêu trong họ Hypnaceae. Loài này được (Müll. Hal.) Wijk & Margad. mô tả khoa học đầu tiên năm 1947.